# Chrystian (książę Danii)
Chrystian, książę koronny Danii, hrabia Monpezat (duń. Christian Valdemar Henri John ur. 15 października 2005 w Kopenhadze) – książę koronny (następca tronu) Danii od 14 stycznia 2024, hrabia Monpezat. Jest najstarszym dzieckiem króla Danii, Fryderyka X, oraz jego żony, królowej Marii. Obecnie zajmuje pierwsze miejsce w linii sukcesji do duńskiego tronu - przed swoją młodszą siostrą – Izabelą.

## Biografia

### Narodziny
Urodził się 15 października 2005 roku o godz. 1.57 w szpitalu Rigshospitalet w Kopenhadze jako pierwsze dziecko króla Danii, Fryderyka X, oraz jego żony, królowej Marii. W chwili narodzin mierzył 51 centymetrów i ważył 3.5 kilogramów.
Zgodnie z tradycją obecną w duńskiej rodzinie królewskiej aż do dnia chrztu nieznane były jego imiona. Zwyczaj ten ma zagwarantować długowieczność. Do dnia chrztu Duńczycy nazywali więc małego księcia Kangaroo.
Chrystian ma troje rodzeństwa – Izabelę (ur. 2007), Wincentego (ur. 2011) i Józefinę (ur. 2011).

### Chrzest
Został ochrzczony jako luteranin 21 stycznia 2006 roku w kaplicy królewskiej w Christiansborg. Ceremonii przewodniczył biskup Erik Norman Svendsen, który w 2004 roku udzielał ślubu jego rodzicom. Chłopiec ubrany był w szatę, którą w 1870 roku zakupiła królowa Luiza Bernadotte. Pierwszy raz szata została założona przez późniejszego króla Danii, Chrystiana X (ostatniego władcę o tym imieniu na duńskim tronie).
Rodzicami chrzestnymi małego księcia zostali: jego stryj, Joachim Glücksburg (książę Danii) oraz jego ciotka ze strony matki, Jane Stephens, oraz Haakon Glücksburg (książę koronny Norwegii) z żoną, Mette-Marit (księżna koronna Norwegii), Paweł Glücksburg (książę Grecji i Danii), Wiktoria Bernadotte (księżniczka koronna Szwecji, nazywana „matką chrzestną Europy”), a także przyjaciele jego rodziców: Hamish Campbell i Jeppe Handwerk.
W dniu chrztu ogłoszono, że chłopiec otrzymał imiona Chrystian Waldemar Henryk Jan (duń. Christian Valdemar Henri John). Pierwsze imię nie było niespodzianką – kolejni władcy Danii byli nazywani naprzemiennie Fryderykami lub Chrystianami. Skoro ojciec księcia ma na imię Fryderyk, chłopiec – zgodnie z tą regułą – otrzymał imię Chrystian. Kolejne imię, Waldemar, otrzymał po bardzo szanowanych królach Danii, Waldemarze I Wielkim i Waldemarze II Zwycięskim. Ostatnie dwa imiona zyskał natomiast po swoich dziadkach – księciu Henryku i Johnie Donaldsonie.

### Młodość
W październiku 2006 roku po raz pierwszy wystąpił oficjalnie jako przedstawiciel duńskiej rodziny królewskiej, wraz z dziadkiem, księciem Henrykiem, dokonał otwarcia nowego wybiegu dla słoni w kopenhaskim ZOO. Dwa lata później, zgodnie z wolą królowej Małgorzaty II, otrzymał tytuł hrabiego Monpezat.
W 2010 roku był gościem na ślubie swojej matki chrzestnej, księżniczki szwedzkiej, Wiktorii. Od 2011 roku uczęszczał do szkoły publicznej Tranegard.
6 grudnia 2020 roku poinformowano, że książę Chrystian otrzymał pozytywny wynik na obecność koronawirusa. Po wyzdrowieniu rozpoczął przygotowania do konfirmacji, która odbyła się 15 maja 2021 roku. Od jesieni 2021 roku Chrystian rozpoczął naukę w prestiżowej szkole Herlufsholm. W maju 2022 roku duńska TV2 wyemitowała film dokumentalny – „Sekrety Herlufsholma” – w którym kilku byłych uczniów Herlufsholm opisało przypadki przemocy oraz zastraszania w szkole. Rodzice Chrystiana stwierdzili, że są „głęboko wstrząśnięci świadectwami”, dodali również: „Jako rodzice oczekujemy, że szkoła skutecznie zapewni kulturę, w której wszyscy są bezpieczni”. Sprawa była szeroko komentowana przez duńską opinię publiczną, jak i przez wpływowych duńskich polityków. Ostatecznie w czerwcu 2022 roku rodzice Chrystiana podjęli decyzję o zmianie szkoły swojego najstarszego syna.
26 sierpnia 2023 roku książę Chrystian został ojcem chrzestnym pierwszego dziecka Gustawa, księcia Sayn-Wittgenstein-Berleburg.

### Książę koronny Danii
W wyniku abdykacji swojej babki, królowej Małgorzaty II i wstąpienia jego ojca na tron duński, 14 stycznia 2024 stał się następcą duńskiego tronu jako książę koronny Chrystian, hrabia Monpezat.

## Życie prywatne
W sierpniu 2025 roku pojawiły się informacje w duńskiej prasie, że Chrystian spotyka się z Emmą Nygaard Fritzen. O bliskich stosunkach pary oraz o zaakceptowaniu dziewczyny przez rodzinę królewską świadczyć miał fakt, że Nygaard Fritzen została zaproszona na kameralną uroczystość rodzinną w związku z 18. urodzinami młodszej siostry Chrystiana, Izabeli. Królowa Maria, zapytana przez dziennikarzy o związek księcia, nie odpowiedziała.

## Tytulatura
15 października 2005 - 29 kwietnia 2008: Jego Królewska Wysokość Książę Danii Chrystian
29 kwietnia 2008 - 14 stycznia 2024: Jego Królewska Wysokość Książę Danii Chrystian, hrabia Monpezat
14 stycznia 2024: Jego Królewska Wysokość Książę Koronny, hrabia Monpezat

## Odznaczenia
- Medal Pamiątkowy 75-lecia Urodzin Księcia Henryka
- Medal Pamiątkowy 70-lecia Urodzin Królowej Małgorzaty
- Medal Pamiątkowy 40-lecia Panowania Królowej Małgorzaty II
- Order Słonia (2023)

## Genealogia
| Prapradziadkowie                                | Król Danii i Islandii Chrystian X (1870-1947) ∞1898 Aleksandra Mecklenburg-Schwerin (1879-1952) | Król Szwecji Gustaw VI Adolf (1882-1972) ∞1905 Małgorzata Koburg (1882-1920)           | Henri de Laborde de Monpezat (1868-1929) ∞1904 Henriette Hallberg (1880-1973)          | Maurice Doursenot (1883-1916) ∞1907 Marguerite Gay (1883-1974)                         | Alexander Donaldson (1889-) ∞ Jean Stevenson (1889-)                        | John Dalgleish (1883-) ∞ Barbara McDonald Paisley (-1938)                   | John Thomas Tait Horne (1886-) ∞ Henrietta Clark (1887-)                    | William Melrose (1890-) ∞ Catherine Smith (1893-1941)                       |
| Pradziadkowie                                   | król Danii Fryderyk IX (1899-1972) ∞1935 Ingrid Bernadotte (1910-2000)                          | król Danii Fryderyk IX (1899-1972) ∞1935 Ingrid Bernadotte (1910-2000)                 | André de Laborde de Monpezat (1907-1998) ∞1934 Renée Doursenot (1908-2001)             | André de Laborde de Monpezat (1907-1998) ∞1934 Renée Doursenot (1908-2001)             | Peter Donaldson (1911-1978) ∞1938 Mary Dalgleish (1914-2002)                | Peter Donaldson (1911-1978) ∞1938 Mary Dalgleish (1914-2002)                | Archibald Horne (1911-1974) ∞1941 Elizabeth Gibson Melrose (1917-1958)      | Archibald Horne (1911-1974) ∞1941 Elizabeth Gibson Melrose (1917-1958)      |
| Dziadkowie                                      | królowa Danii Małgorzata II (ur. 1940) ∞1967 Henryk de Laborde de Monpezat (1934-2018)          | królowa Danii Małgorzata II (ur. 1940) ∞1967 Henryk de Laborde de Monpezat (1934-2018) | królowa Danii Małgorzata II (ur. 1940) ∞1967 Henryk de Laborde de Monpezat (1934-2018) | królowa Danii Małgorzata II (ur. 1940) ∞1967 Henryk de Laborde de Monpezat (1934-2018) | John Dalgleish Donaldson (ur. 1941) ∞1963 Henrietta Clark Horne (1942-1997) | John Dalgleish Donaldson (ur. 1941) ∞1963 Henrietta Clark Horne (1942-1997) | John Dalgleish Donaldson (ur. 1941) ∞1963 Henrietta Clark Horne (1942-1997) | John Dalgleish Donaldson (ur. 1941) ∞1963 Henrietta Clark Horne (1942-1997) |
| Rodzice                                         | król Danii Fryderyk X (ur. 1968) ∞2004 Maria Donaldson (ur. 1972)                               | król Danii Fryderyk X (ur. 1968) ∞2004 Maria Donaldson (ur. 1972)                      | król Danii Fryderyk X (ur. 1968) ∞2004 Maria Donaldson (ur. 1972)                      | król Danii Fryderyk X (ur. 1968) ∞2004 Maria Donaldson (ur. 1972)                      | król Danii Fryderyk X (ur. 1968) ∞2004 Maria Donaldson (ur. 1972)           | król Danii Fryderyk X (ur. 1968) ∞2004 Maria Donaldson (ur. 1972)           | król Danii Fryderyk X (ur. 1968) ∞2004 Maria Donaldson (ur. 1972)           | król Danii Fryderyk X (ur. 1968) ∞2004 Maria Donaldson (ur. 1972)           |
| Chrystian Glücksburg (ur. 15 października 2005) |                                                                                                 |                                                                                        |                                                                                        |                                                                                        |                                                                             |                                                                             |                                                                             |                                                                             |